# Provinca Azua
Azua (španska izgovarjava: [ˈaswa]) je provinca Dominikanske republike.

## Občine in občinski okraji
Provinca je bila 20. junija 2006 razdeljena na naslednje občine in občinske okraje (D.M.-je):
| - Azua (Azua de Compostela) - Barreras (D.M.) - Barro Arriba (D.M.) - Clavellina (D.M.) - Emma Balaguer Viuda Vallejo (D.M.) - Las Barias-La Estancia (D.M.) - Las Lomas (D.M.) - Los Jovillos (D.M.) - Puerto Viejo (D.M.) - Estebanía - Guayabal - Las Charcas - Hatillo (D.M.) - Palmar de Ocoa (D.M.) - Las Yayas de Viajama - Hato Nuevo-Cortés (D.M.) - Villarpando (D.M.) | - Padre Las Casas - La Siembra (D.M.) - Las Lagunas (D.M.) - Los Fríos (D.M.) - Peralta - Pueblo Viejo - El Rosario (D.M.) - Sabana Yegua - Ganadero (D.M.) - Proyecto 2-C (D.M.) - Proyecto 4 (D.M.) - Tábara Arriba - Amiama Gómez (D.M.) - Los Toros (D.M.) - Tábara Abajo (D.M.) |

Spodnja tabela prikazuje števila prebivalstev občin in občinskih okrajev iz popisa prebivalstva leta 2012. Mestno prebivalstvo vključuje prebivalce sedežev občin/občinskih okrajev, podeželsko prebivalstvo pa prebivalce okrožij (Secciones) in sosesk (Parajes) zunaj okrožij.
| Občina               | Skupno  | Mestno prebivalstvo | Podeželsko prebivalstvo |
| -------------------- | ------- | ------------------- | ----------------------- |
| Azua                 | 128.264 | 92.585              | 35.679                  |
| Estebanía            | 10.154  | 4.189               | 5.965                   |
| Guayabal             | 3.965   | 1.047               | 2.918                   |
| Las Charcas          | 9.254   | 2.554               | 6.700                   |
| Las Yayas de Viajama | 7.142   | 1.585               | 5.557                   |
| Padre Las Casas      | 40.545  | 26.853              | 13.692                  |
| Peralta              | 8.596   | 4.215               | 4.381                   |
| Pueblo Viejo         | 8.251   | 4.381               | 3.870                   |
| Sabana Yegua         | 26.552  | 1.045               | 25.507                  |
| Tábara Arriba        | 14.258  | 1.058               | 13.200                  |
| Provinca Azua        | 256.981 | 139.512             | 117.469                 |

Za celoten seznam občin in občinskih okrajev države, glej Seznam občin Dominikanske republike.